# Gerhard Junglas
Gerhard Junglas (Koblenz, 12 mei 1938) is een Duits kunstschilder, graficus en fotograaf. Hij woont in Herdorf, Kreis  Altenkirchen, Westerwald, Duitsland

## Levensloop
Gerhard Junglas maakte de oorlogs- en naoorlogse jaren van 1938 tot 1945 mee in Koblenz. Van 1945 tot 1948 bezocht hij de lagere school in Koblenz-Neuendorf en vervolgens volgde hij in het Stedelijk Gymnasium te Koblenz les tot aan zijn abitur in 1957. Een voorgenomen studie geneeskunde ging om financiële redenen niet door. Er volgde dan een stage als bankier bij een filiaal van de Deutsche Bank in Koblenz, waar hij in 1959 afstudeerde, gevolgd door zijn militaire dienst tot 1960. In 1960 en 1961 werkte hij als bankier bij de Deutsche Bank in Villingen en daarna stapte hij over naar de Deutsche Bundesbank met een combinatie van opleiding en werk als bankinspecteur bij de Landelijke Centralbank Rheinland-Pfalz in Koblenz, Mainz/Frankfurt en Betzdorf tot 1965.
Hij gaf zijn leven een geheel nieuwe wending toen hij pedagogiek ging studeren aan de EWH Koblenz met een focus op kunst en psychologie, die hij in 1968 voltooide. Hij studeerde schilderkunst en didactiek van beeldende kunst bij professor Hanns Altmeier; figuratieve teken- en grafische technieken bij Konrad Schaefer. Vanaf 1968 gaf hij les aan verschillende scholen in Herdorf, hij was vicerector aan de Don Boscoschool. Tegelijkertijd was hij tijdelijk hoofd van het seminarie en deskundige voor het vak schone kunsten aan de SIL (Staatl. Inst. voor lerarenopleiding en vervolgopleiding) in Speyer.
Van 1982 tot aan zijn pensionering in 2002 was hij rector van de Maria Homscheid School.

## Werk
Zijn artistieke werk was onmisbaar voor hem, maar het was nooit zijn beroep, hetgeen hem een oriëntatie op de kunstmarkt bespaarde. Daarom was hij lid van de Vereniging van Duitse Kunstopvoeders, maar niet van de Beroepsvereniging van Beeldende Kunstenaars.
Stilistisch oriënteerde hij zich op het Rijnlands expressionisme en de nieuwe zakelijkheid en inhoudelijk is hij vaak kritisch over tijd en maatschappij. Naast het schilderen, dat hij voornamelijk uitvoerde met acrylverf op hout, lag zijn speciale interesse in grafiek en vooral in houtsneden. De fotografie vergezelde hem vanaf zijn jeugd. Daarnaast was hij ook betrokken bij de conserveringssector en was hij medeoprichter van de 'Stiftung Kultur im Kreis Altenkirchen', die zorgt voor de verzameling en het behoud van regionale cultuurgoederen en deze weer toegankelijk maakt.

## Tentoonstellingen
- Stedelijk Kunstmuseum, Bonn
- Stedelijk Galerij Huis Seel, Siegen
- Friedrich Spee-Huis, Neuwied
- Museum Villa Grün, Dillenburg
- Districtsbestuur Neuwied
- Stedelijke Galerij, Opole/Polen
- Oude Douanehuis, Wissen
- Kreishaus Altenkirchen
- Stedelijke Galerij am Dom, Wetzlar
- Stedelijke Galerij Oude Douanehuis, Wissen
- Goethe-Instituut, Napels/Italië
- Bisschoppelijke Academie, Trier
- Protestantse Academie, Bonn-Bad Godesberg

## Foto's

### Weblinks
- www.Bildhauer-Arnold-Morkramer.de
- www.kreis-altenkirchen.de
- www.stiftung-kultur-ak.de

## Archief
- Nationale bibliotheek Berlin
- Landsarchief en Landsbibliotheek Rheinland-Pfalz
- Districtsarchief Altenkirchen
- Archief Rhein-Zeitung, Koblenz
- Archief Siegener Zeitung, Siegen
- Archief Paulinus, Trier
- Diocesaanarchief, Trier
- Stichting 'Kultur im Kreis AK', Schutzbach
- SWR Televisie, Landelijk nieuws Rheinland-Pfalz.

## Publicaties

### Kunstboeken
- IN ARTE. ISBN 978-3-8370-1234-7.
- KLEINE LANDSCHAFTEN. ISBN 978-3-8370-5137-7.
- SOLITÄRE. ISBN 978-3-8370-1410-5.

- Gemeinsame Normdatei: 13555716X
- International Standard Name Identifier: 0000 0000 2254 3461
- Virtual International Authority File: 20904157
- WorldCat: E39PBJkp7cjpPD3YhpyPMwdbBP